# Coker
Coker – miasto w Stanach Zjednoczonych, w stanie Alabama, w hrabstwie Tuscaloosa. W roku 2023 miasto zamieszkiwało 880 osób, a gęstość zaludnienia wynosiła 146,7 osoby/km².